# Джек Бребем
Сер Джон Артур «Джек» Бребем (англ. Sir John Arthur "Jack" Brabham, нар. 2 квітня 1926, Сідней — пом. 19 травня 2014, Голд-Кост) — австралійський гонщик, триразовий чемпіон світу в класі Формула-1. Засновник гоночної команди «Brabham».